# Giovanni Sercambi
Giovanni Sercambi (1347 ou 1348 - 1424) est un homme politique, historien et écrivain lucquois.

## Biographie
Selon ce que Sercambi écrit dans ses Chroniques, il serait né à Lucques le 18 février 1347, de Iacopo di ser Cambio et Lucia di Ciomeo di Betto di Camporo. Un document des Archives d'État de Lucques, daté du 15 septembre 1370, le montre cependant devant un notaire affirmant qu'il avait plus de 25 ans, ce qui permet d'antidater sa naissance au moins à 1345.
Homme politique et écrivain il a été membre du conseil général de Lucques à plusieurs reprises et a occupé d'autres fonctions publiques. Dans le conflit entre la maison Forteguerra et Guinigi, il se range du côté de cette dernière qui, en 1392, transforme la république en seigneurie. Il est alors membre du Conseil privé. La Nota a voi Giunigi, un adressée à Lazzaro Guinigi entre 1392 et 1400, représente un programme de réformes politiques, économiques, financières et militaires, inspiré par l'observation de la réalité et le bon sens. Il a également laissé les Cronache delle cose di Lucca (de 1164 à 1424), document historique, et 155 Novelle, qui, divisées en journées selon l'architecture extérieure du Décaméron, sont censées avoir été écrites par l'auteur pendant la peste de 1374.
À presque 80 ans, le 21 février 1424, il dicte son testament au notaire ser Domenico Ciomucchi. Il serait mort à Lucques le 27 mai 1424. Comme il n'avait pas d'enfants, il a laissé à sa femme Pina, qui était aussi sa tante maternelle, ainsi qu'à ses neveux et nièces, une somme considérable, composée de terres et de maisons. Selon son souhait, il a été enterré dans l'église de san Matteo fermée pour le culte au début du XXe siècle.

## Œuvres
- Novelle inedite di Giovanni Sercambi, Turin, Loescher, 1889.
- Novelle, Bologne, Romagnoli, 1968.
- Novelle. Nuovo testo critico con studio introduttivo e note, Florence, Edizione Le Lettere, 1995, 752 p. (ISBN 88-7166-231-8).
- Le Croniche di Giovanni Sercambi, Lucchese, Lucques, Giusti, 1892.